# 24-uurs Zeilrace
De 24 Uurs Zeilrace is een jaarlijkse zeilwedstrijd op het Markermeer, IJsselmeer, Waddenzee en de  Noordzee, georganiseerd door de Nederlandsche Vereeniging van Kustzeilers (NVvK).
Met 800 schepen met meer dan 5000 bemanningsleden is de 24 Uurs Zeilrace veruit het grootste zeilevenement van Nederland en zelfs een van de grootste van Europa voor zeegaande kajuitzeiljachten, rond- en platbodems en zeegaande multihulls.
Van 2006 tot en met 2016 was de naam van het evenement 'Delta Lloyd 24 Uurs Zeilrace' naar de naam van de titelsponsor.
Sinds 2017 is de naam "Kustzeilers 24 Uurs Zeilrace".

## Doel van de race
Het doel van de race is om binnen 24 uur een zo groot mogelijke afstand af te leggen via enkele tientallen gedefinieerde rakken (koersen van boei naar boei). Men start in een van de aangewezen starthavens. De baan dient men na de start zelf samen te stellen uit de door de organisatie toegestane mogelijkheden. De te varen rakken mogen slechts 2x worden gezeild. Men dient tussen 23 en 25 uur na de start de finishlijn bij Medemblik te passeren, maar bij overschrijding van de 24 uur krijgt men wel strafmijlen toegewezen.

## Karakter
Door de vrije keuze van het traject is deze zeilrace gericht op strategisch zeilen. Het gaat er om zo veel mogelijk optimaal van de wind te profiteren. Inzicht in lokale wind- en weer-omstandigheden en de vertaling hiervan in een voor de eigen boot optimale koers zijn cruciaal. Doordat het vrijwel uitgesloten is dat concurrenten in dezelfde klasse exact dezelfde route gevolgd hebben is het tijdens de wedstrijd voor de deelnemers niet mogelijk om te weten hoe de anderen gevaren hebben. Hierdoor blijft het altijd spannend tot op de laatste meters.